# Tháng 4 năm 2006
Trang này liệt kê những sự kiện quan trọng vào tháng 4 năm 2006.

## Chủ nhật, ngày2 tháng 4
- Người dân Thái Lan bầu cử quốc hội trong không khí chính trị căng thẳng.

## Thứ ba, ngày4 tháng 4
- Thủ tướng Thái Lan Thaksin Shinawatra tuyên bố sẽ từ chức sau nhiều cuộc biểu tình chống đối và đảng ông giành được 61% số phiếu trong cuộc bầu cử quốc hội.
- Bộ trưởng Bộ Giao thông Vận tải Việt Nam Đào Đình Bình từ chức và Thứ trưởng thường trực Nguyễn Việt Tiến bị khởi tố trong vụ bê bối PMU 18.

## Thứ sáu, ngày7 tháng 4
- Hoa Kỳ và Liên minh châu Âu cắt tất cả các viện trợ trực tiếp cho Palestine sau khi nhóm Hamas thắng cử.
- Hội địa lý Quốc gia Hoa Kỳ khánh thành Phúc âm Giu-đa, một văn kiện ngộ đạo tiếng Ai Cập cổ (Coptic) mới được tạo lại mà có thể được viết vào thế kỷ 2.

## Chủ nhật, ngày9 tháng 4
- Người dân Ý tham gia cuộc bầu cử Quốc hội.
- Cảnh sát dùng hơi cay đẩy lùi hàng trăm người tham gia biểu tình chống vua Gyanendra tại Nepal.

## Thứ hai, ngày10 tháng 4
- Hơn một triệu người biểu tình ở ít nhất 140 thành phố khắp nước Hoa Kỳ để chống H.R. 4437, một bán đạo luật để hạn chế nhập cư trái phép từ México vào Hoa Kỳ. Các biểu tình đã bắt đầu từ tháng 2.
- Tại Ý, Romano Prodi và liên minh trung tả L′Unione tuyên bố chiến thắng cuộc bầu cử Quốc hội, nhưng liên minh trung hữu Nhà Tự do đứng đầu là Thủ tướng Ý Silvio Berlusconi tranh cãi những kết quả.

## Thứ ba, ngày11 tháng 4
- Tại thành phố Mashhad, Tổng thống Iran Mahmoud Ahmadinejad tuyên bố rằng nước ông đã tinh luyện chất urani thành công.
- Chính phủ Israel quyết định rằng từ nay Ariel Sharon được coi bị mất hết khả năng cầm quyền, sau khi ông bị cơn đột quỵ.

## Thứ tư, ngày12 tháng 4
- Các nhà cổ sinh vật học đào lên xương hóa thạch của loài Australopithecus anamensis tại Trung Awash (Ethiopia) để giúp chứng tỏ một số giai đoạn quan trọng trong con đường tiến hóa của loài người.

## Thứ sáu, ngày14 tháng 4
- Hai bom nổ trong nhà thờ Hồi giáo Jama Masjid được xây vào thế kỷ 17 tại Delhi (Ấn Độ), ít nhất 13 người bị thương.
- Ehud Olmert tiếp theo Ariel Sharon làm Thủ tướng Israel chính thức, sau khi chính phủ quyết định rằng ông Sharon được coi bị mất hết khả năng cầm quyền sau cơn đột quỵ.

## Thứ bảy, ngày15 tháng 4
- Quân đội Tchad đẩy lùi cuộc tấn công của Mặt trận Đoàn kết cho Thay đổi tại thủ đô N'Djamena. Hội đồng Bảo an Liên Hợp Quốc chỉ trích cuộc tấn công này. BBC VOA
- Tchad buộc tội Sudan ủng hộ âm mưu đảo chính của Mặt trận Đoàn kết cho Thay đổi đã làm 400 người trở lên bị thiệt mạng tại N'Djamena, và họ cắt quan hệ giữa hai nước này.

## Thứ ba, ngày18 tháng 4
- Đại hội đại biểu toàn quốc lần thứ X của Đảng Cộng sản Việt Nam khai mạc tại Hà Nội.

## Thứ ba, ngày19 tháng 4
- Han Myeong-sook trở thành nữ Thủ tướng đầu tiên của Hàn Quốc.
- Bầu cử Thượng viện Thái Lan
- Tòa án Tối cao Ý công nhận Romano Prodi thắng cử trong cuộc tổng tuyển cử nhưng đối thủ Silvio Berlusconi không chịu thua.

## Thứ tư, ngày20 tháng 4
- Chủ tịch nước Trung Quốc Hồ Cẩm Đào công du đến Hoa Kỳ.

## Thứ năm, ngày21 tháng 4
- Nữ vương Elizabeth II của Vương quốc Anh và 16 quốc gia thuộc Khối Thịnh vượng chung Anh tổ chức sinh nhật thứ 80 của bà, và công ty BBC tổ chức 80 năm sau được hiến chương hoàng gia đầu tiên.

## Thứ sáu, ngày22 tháng 4
- Tổng thống Iraq Jalal Talabani yêu cầu chính khách người Shia Jawad al-Maliki làm thủ tướng và lập chính phủ.
- Vua Gyanendra của Nepal kêu gọi đề cử Thủ tướng sau nhiều cuộc biểu tình.

## Thứ ba, ngày25 tháng 4
- Đại hội đại biểu toàn quốc lần thứ X của Đảng Cộng sản Việt Nam bế mạc tại Hà Nội, ông Nông Đức Mạnh tái đắc cử chức Tổng Bí thư.
- Sau nhiều cuộc biểu tình đòi dân chủ tại Nepal, vua Gyanendra bổ nhiệm Girija Prasad Koirala làm Thủ tướng của một chính phủ mới.

## Thứ tư, ngày26 tháng 4
- Thủ tướng Quần đảo Solomon Snyder Rini từ chức, tránh bị bất tín nhiệm ở Nghị viện.

## Thứ năm, ngày27 tháng 4
- Tháp Tự do bắt đầu được xây dựng tại Thành phố New York, ở cùng chỗ Trung tâm Thương mại Thế giới bị sụp đổ.

## Thứ sáu, ngày28 tháng 4
- Chung Mong-koo, chủ tịch Công ty Hyundai Motor, bị cảnh sát bắt ở Hàn Quốc trong cuộc điều tra về biển thủ.

## Thứ bảy, ngày29 tháng 4
- Thủ tướng Ý Silvio Berlusconi tuyên bố sẽ từ chức để đối thủ Romano Prodi được lên chức.